# Евангелие из Линдисфарна
Евангелие из Линдисфарна (англ. Lindisfarne Gospels) — иллюстрированная рукописная книга (Иллюминированное евангелие), содержащая тексты евангелий от Матфея, Марка, Луки и Иоанна на латинском языке. Книга создана в Линдисфарне в Нортумбрии в конце VII — начале VIII столетия. Этот манускрипт является очень ярким представителем группы так называемых «островных Евангелий» — рукописных книг, созданных ирландскими (кельтскими) монахами в VII—IX веках и содержит множество миниатюр, выполненных в кельтско-англосаксонском стиле.
Предполагается, что Евангелие из Линдисфарна — работа монаха по имени Эадфрит (Eadfrith), ставшего епископом Линдисфарна в 698 году, и умершего в 721 году. Текущие исследования показывают на дату создания около 715 года. Предполагается, что книга была создана в честь святого Кутберта. Евангелия богато иллюстрированы в островном стиле и, первоначально, обладало украшенным драгоценностями окладом, созданным Биллфритом Отшельником (Billfrith the Anchorite) в VIII столетии. Во время рейдов викингов на Линдисфарн оклад, однако, был утерян, а замену ему сделали только в 1852 году. Текст написан островным шрифтом.
В X веке епископом Линдисфарнским Алдредом был выполнен перевод Евангелий на древнеанглийский. Перевод был записан между строк латинского текста. Это один из первых переводов Евангелий на английский язык.
Книга была приобретена сэром Робертом Коттоном у клерка Парламента Роберта Боуйера в начале XVII столетия. В XVIII столетии библиотека Коттона была приобретена Британским музеем. Оттуда книга попала в Британскую Библиотеку в Лондоне.